# طواف إيطاليا 1911
طواف إيطاليا 1911 هو سباق دراجات هوائية أقيم بتاريخ 15 مايو – 6 يونيو، تكون السباق من 12 مرحلة وامتدّ لمسافة 3530.3 كم بسرعة 26.216 كم/س، استغرق السباق 132 ساعة 24 دقيقة 00 ثانية.